# Severní Porýní-Vestfálsko
Severní Porýní-Vestfálsko (německy Nordrhein-Westfalen  [ˌnɔrtraɪ̯nvɛstˈfaːlən], zkratka NRW) je nejzápadnější, nejlidnatější (žije zde pětina obyvatel Německa) a čtvrtá největší spolková země Německa, jejíž metropolí je město Düsseldorf. Je zde také město Bonn, bývalé sídlo vlády a druhé sídlo vlády bývalé Německé spolkové republiky (Západního Německa) a také město Cáchy, které bývalo hlavním sídlem franského krále Karla Velikého a od roku 936 do 16. století místem korunovace německých králů.

## Historie

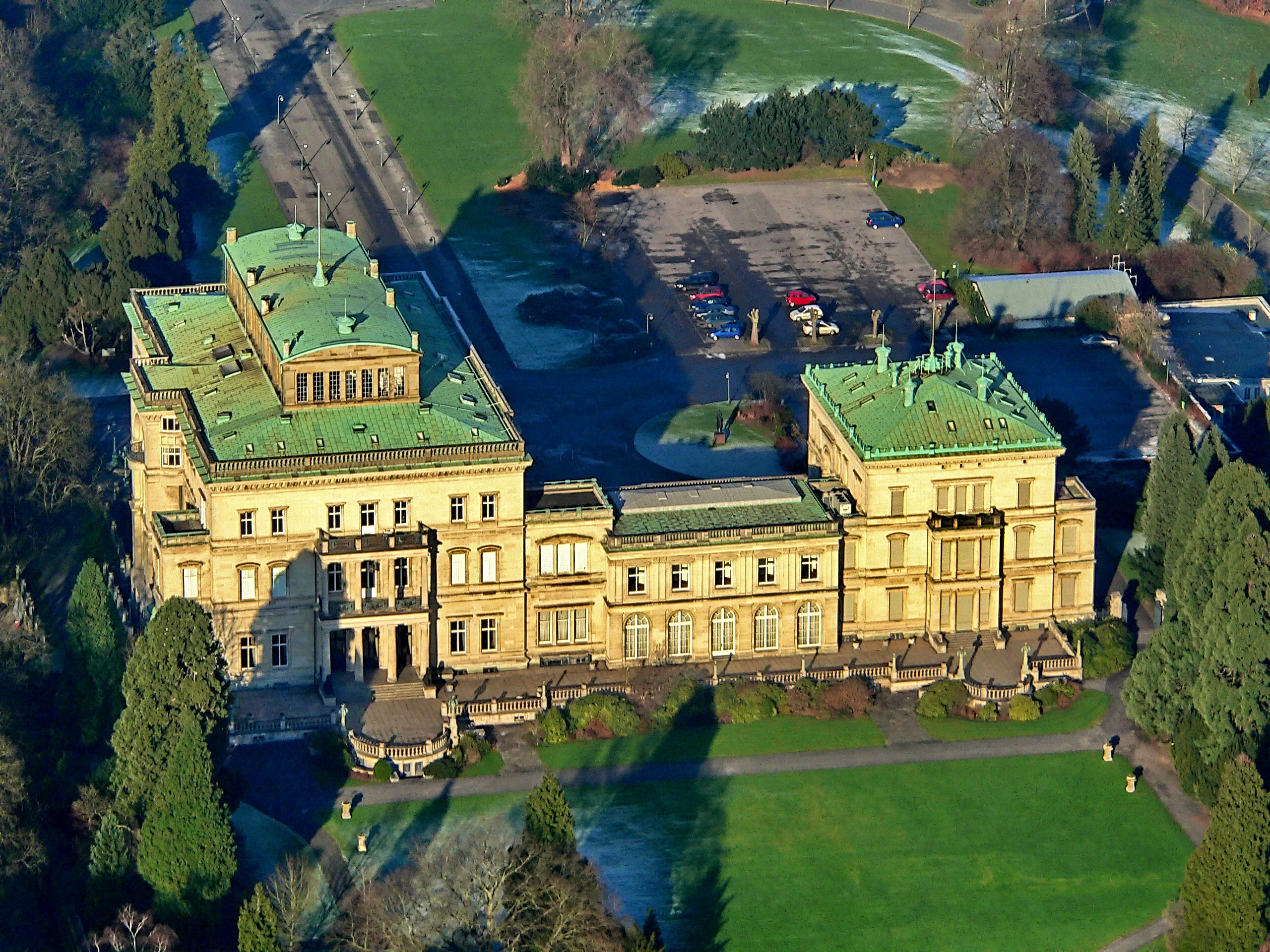
Villa Hügel, bývalé sídlo velkoprůmyslnické rodiny Kruppů v Essenu. Letecký pohled z jižní strany, prosinec 2007

V 19. století bylo hnacím motorem hornictví a následně hutnictví kovů. Dnes odtud pochází výrobky moderního průmyslu.
Jako spolková země vzniklo Severní Porýní-Vestfálsko dne 23. srpna 1946, v rámci Britské okupační zóny Německa, sloučením dosavadních pruských provincií Vestfálska a Severního Porýní. V dnešním rozsahu pak existuje od 21. ledna 1947, kdy byl k němu připojen dosavadní Svobodný stát Lippe.
V roce 1949 se Severní Porýní-Vestfálsko se stalo součástí Německé spolkové republiky. Největšími výzvami v poválečném období byla rekonstrukce válkou zničené země a nastolení demokratického státu.
V průběhu let 1966 až 1976 zde proběhla reforma obecních území, která snížila počet měst, obcí a okresů. Počet vládních obvodů byl snížen z 6 na 5 obvodů. Bývalý správní obvod Cáchy byl sloučen se správním obvodem Kolín nad Rýnem.
Město Bonn bylo v letech 1949 až 1990 hlavním městem Německé spolkové republiky a do roku 1999 jediným sídlem vlády. Od tohoto data byly vládní funkce rozděleny mezi města Berlín a Bonn, čímž se Bonn stal druhým sídlem vlády a dnes je sídlem mnoha federálních úřadů.
V současnosti[kdy?] usiluje spolková země Severní Porýní-Vestfálsko o větší propojení se státy Beneluxu, se kterými ji spojují hospodářské zájmy, spojené hlavně s vývozem a dovozem zboží, i kulturní tradice.

## Geografie
Tato spolková země sousedí na severu a východě s Dolním Saskem, s Hesenskem na jihovýchodě a s Porýním-Falcí na jihu. Na západě hraničí s Belgií a Nizozemím. Leží na západě země na řekách Rýn, Rúr a Ems.
Severní Porýní-Vestfálsko je průmyslovou základnou Německa. Území zahrnuje oblast Porúří, které bylo dlouhodobě nejdůležitější průmyslovou oblastí celého Německa. Dodnes zde sídlí firmy jako ThyssenKrupp, Bayer, E.ON, RWE atd.

## Obyvatelstvo

### Vývoj počtu a složení obyvatelstva
Spolková země Severní Porýní-Vestfálsko měla k 30. červnu 2017 celkem 17 894 182 obyvatel, což z ní při hustotě osídlení 525 obyvatel na km2 činí nejlidnatější německou spolkovou zemi. Rozložení populace je poměrně nerovnoměrné. Poměrně řídce je osídlena oblast severozápadního Vestfálska u měst Münster a Tecklenburg a hornaté oblasti na jihu. Naopak metropolitní oblast Porýní a Porúří s přibližně 10 miliony obyvatel patří k nejhustěji osídleným a nejlidnatějším oblastem celé Evropy.
Populace spolkové země postupně stárne. Zatímco roku 1950 činil podíl osob starších 65 let 8,8 %, v roce 2006 to bylo přibližně 19,7 %. Podíl osob mladších 15 let byl roku 1950 přibližně 22,6 %, v roce 2006 již jen 14,7 %. Klesá i průměrný počet obyvatel v jedné domácnosti.
V roce 1950 žily v průměrné domácnosti více než 3 osoby. V roce 2006 bylo v zemi přibližně 8,5 milionu domácností a v jedné domácnosti žilo průměrně 2,12 osob.
V roce 2014 činil podíl migrantů 23,6 % (evidovaných cizinců s jinou než německou státní příslušností nebo osob narozených mimo Německo a přistěhovalců od roku 1950 a rovněž jejich děti). K 31. prosinci 2006 činil podíl cizinců (evidovaných obyvatel bez německé státní příslušnosti) z celkového počtu obyvatelstva 10,6 %.
| Rok                   | 1930   | 1940   | 1950   | 1960   | 1970   | 1980   | 1990   | 2000   | 2010   | 2017   |
| Počet obyvatel (mil.) | 11,407 | 12,059 | 12,926 | 15,694 | 17,034 | 17,057 | 17,350 | 18,010 | 17,845 | 17,894 |

### Aglomerace a největší města
Severní Porýní-Vestfálsko se vyznačuje výskytem několika městských aglomerací s velkou hustotou obyvatelstva. 
Největší města mají následující počty obyvatel (vždy k 31. prosinci 2015): Kolín nad Rýnem 1 060 582, Düsseldorf 612 178, Dortmund 586 181, Essen 582 624, Duisburg 491 231 a Bochum 364 742. Kolín nad Rýnem je čtvrté největší město Německa po Berlíně, Hamburku a Mnichově.

## Zemská politika
Jako všechny spolkové země má Severní Porýní-Vestfálsko svůj zemský parlament (Landtag) a zemskou vládu (Landesregierung). Dne 15. května 2022 se konaly volby do zemského sněmu, které vyhrála Křesťanskodemokratická unie (CDU) se ziskem 35,7 % hlasů. Na druhém místě se umístila SPD se ziskem 26,7 % hlasů, na třetím místě pak Svaz 90/Zelení, kteří si výrazně polepšili oproti zemským volbám v roce 2017. Koalici uzavřeli CDU a Zelení, post předsedy zemské vlády obhájil Hendrik Wüst (CDU). V novém zemském parlamentu mají politické strany následující počty mandátů: CDU 76, SPD 56, Svaz 90/Zelení 39, FDP 12, AfD 12 (celkový počet křesel je 195).
Portréty hlavních kandidátů politických stran, které získaly mandáty v zemském sněmu ve volbách 2017:
|                    |               |                    |                   |                 |
| Hannelore Kraftová | Armin Laschet | Sylvia Löhrmannová | Christian Lindner | Marcus Pretzell |
| SPD                | CDU           | Grüne              | FDP               | AfD             |

## Administrativní členění

### Vládní obvody
Spolková země Severní Porýní-Vestfálsko se člení na pět vládních obvodů (Regierungsbezirke).
| 1. Arnsberg 2. Detmold 3. Düsseldorf 4. Kolín nad Rýnem (Köln) 5. Münster |

### Okresy

Mapa administrativního členění Severního Porýní-Vestfálska

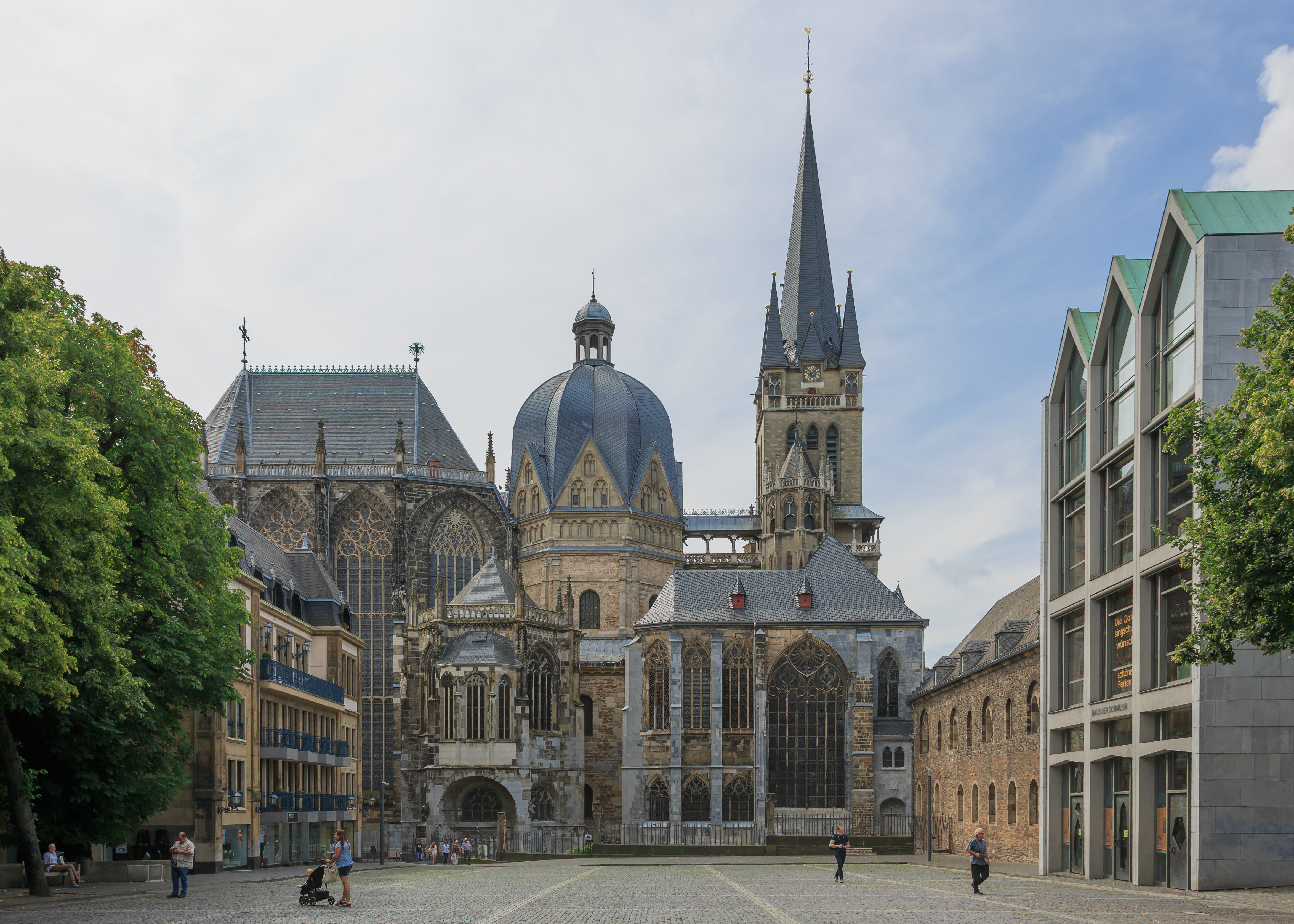
Katedrála v Cáchách

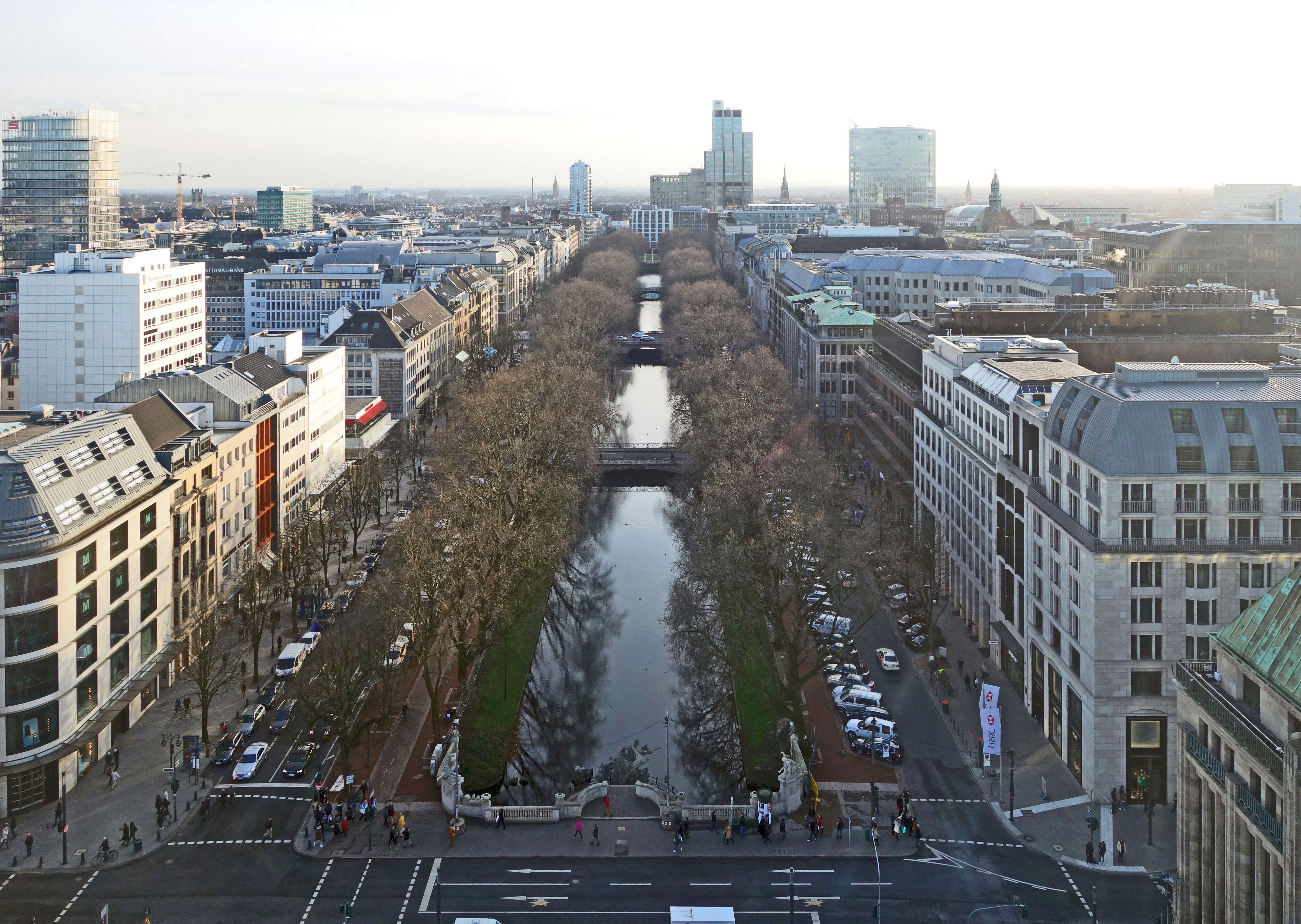
Nákupní ulice Königsallee v Düsseldorfu (2016)

Těchto pět vládních obvodů se dále člení na 30 okresů (Kreise) a jeden městský region. Do okresů a městského regionu patří 374 okresních obcí a měst. Kromě toho je v Severním Porýní-Vestfálsku  22 městských okresů (Kreisfreie Städte) neboli statutárních měst, které jsou administrativně na úrovni okresu. Na rozdíl od jiných spolkových zemí v Německu se v Severním Porýní-Vestfálsku nazývají okresy pouze Kreise a nikoliv zemské okresy (Landkreise). Celkově je země rozdělena na 396 obcí a je zde 29 velkých měst.
| 1. Borken (BOR) 2. Coesfeld (COE) 3. Düren (DN) 4. Ennepe-Rúr (Ennepe-Ruhr; EN) 5. Euskirchen (EU) 6. Gütersloh (GT) 7. Heinsberg (HS) 8. Herford (HF) 9. Vysoký Sauerland (Hochsauerlandkreis; HSK) 10. Höxter (HX) 11. Kleve (KLE) 12. Lippe (LIP) 13. Marka (Märkischer Kreis; MK) 14. Mettmann (ME) 15. Minden-Lübbecke (MI) 16. Oberberg (Oberbergischer Kreis; GM) 17. Olpe (OE) 18. Paderborn (PB) 19. Recklinghausen (RE) 20. Rýn-Erft (Rhein-Erft-Kreis; BM) 21. Rýn-Neuss (Rhein-Kreis Neuss; NE) 22. Rýn-Sieg (Rhein-Sieg-Kreis; SU) 23. Rýn-Berg (Rheinisch-Bergischer Kreis; GL) 24. Siegen-Wittgenstein (SI) 25. Soest (SO) 26. Steinfurt (ST) 27. Unna (UN) 28. Viersen (VIE) 29. Warendorf (WAF) 30. Wesel (WES) |

### Městský region
Städteregion Aachen je v Německu ojedinělým sdružením okresů. Jde o spojení okresu Aachen-Land a města bez okresu Aachen. Toto sdružení dvou okresů bylo vytvořeno 21. října 2009.
| 1. Městský region Cáchy (Städteregion Aachen) (AC) |

## Příroda
Příroda v Severním Porýní-Vestfálsku má typický středoevropský přírodní charakter. Jsou zde nejrozšířenější druhy, které se přizpůsobily vymýcené kulturní krajině nebo zalesněným horským pásmům.
Nachází se zde 14 přírodních parků. Největší z těchto parků je Teutoburský les v Ostwestfalen-Lippe. 

## Hospodářství a průmysl
V 50. a 60. letech bylo Severní Porýní-Vestfálsko přezdívané jako země uhlí a oceli. Hornická a průmyslová oblast na Rýně a Porůří byla jedním z nejvýznamnějších průmyslových regionů v Evropě. 
Opakující se ocelářském a uhelné krize mají v současnosti negativní dopad na region. 
S hrubým domácím produktem ve výši 711,419 miliardy EUR v roce 2019 bylo Severní Porýní-Vestfálsko ekonomicky nejsilnějším německým státem a jedním z nejdůležitějších ekonomických center na světě. Míra nezaměstnanosti je 7,1 % (květen 2023).  

## Turistika
Největší turistickou atrakcí ve spolkové zemi je kolínská Katedrála svatého Petra s návštěvností kolem šesti miliónů návštěvníků ročně. Dále je zde katedrála Panny Marie v Cáchách (od roku 1978 na seznamu světového dědictví UNESCO), rokokové zámky Augustusburg a Falkenlust ve městě Brühl (od roku 1984 na seznamu světového dědictví UNESCO) a uhelný důl Zollverein, který je dnes architektonickou a průmyslovou památkou. Spolu se sousedící koksovnou Zollverein jsou šachty součástí světového dědictví UNESCO od roku 2001.
Ve vestfálsko-lipské části země je stále velmi běžná hrázděná výstavba. V současnosti jsou nejstarší datované hrázděné domy v hanzovním městě Warburg v jihovýchodním Vestfálsku.

## Gastronomie
Gastronomie je ve spolkové zemi rozdělena na rýnskou a vestfálsko-lipskou část. Vestfálská kuchyně je především vydatná. Příkladem je tradiční syrová Vestfálská šunka, která se získává z plemene prasat Bentheimer Landschwein. Šunka se několik dní udí na bukového dřevě a potom zraje ještě několik měsíců. Celková doby výroby se pohybuje od šesti do 18 měsíců.
Dalším příkladem vestfálské kuchyně je Pumpernickel trvalý celozrnný chléb vyrobený z žitné moučky.
Naopak typickým příkladem rýnské kuchyně je rýnský Sauerbaten. Je to pečeně z koňského nebo hovězího masa několik dní marinovaného v octě.
Na jihozápadě spolkové republiky je vinařská oblast Střední Porýní s celkovou plochou 465 ha (2020).
Jinak je Severní-Porýní Vestfálsko „zemí piva”. Kromě plzeňského druhu piva zde existují dva druhy svrchně kvašených piv Altbier a Kölsch.

## Slavní rodáci
- Ludwig van Beethoven – německý hudební skladatel a klavírista (Bonn)
- Peter Paul Rubens – vlámský malíř (Siege)
- Michael Schumacher – německý automobilový závodník ve formuli 1 (Hürth)